# Noboru Aomi
Noboru Aomi (jap. 青海上 Aomi Noboru; ur. 5 grudnia 1938 w prefekturze Niigata) – japoński zapaśnik walczący w stylu klasycznym. Olimpijczyk z Rzymu 1960, gdzie zajął dwudzieste miejsce w kategorii 79 kg.